# Hedy Fassler
Hedwig Anna „Hedy“ Fassler (* 12. Dezember 1921 in Wien; † 12. April 2012 ebenda) war eine österreichische Operettensängerin (Sopran) und Filmschauspielerin.

## Leben
Hedy Fassler absolvierte zunächst von 1936 bis 1938 eine Ausbildung als Balletttänzerin an der Ballettschule Willy Fränzel, entschloss sich jedoch später, Gesang zu studieren. Die Gesangsausbildung erhielt sie ab 1948, und in der Folgezeit weiterhin noch bis 1954, bei Fritzi Lahr in Wien. 
Ihr Bühnendebüt gab Fassler in der Spielzeit 1947/48 als Franzi in der Operette Ein Walzertraum am Stadttheater Wien, wo sie bis 1954 auftrat. In der Spielzeit 1947/48 war sie an der Wiener Staatsoper für die Rolle des Cupido in Orpheus in der Unterwelt engagiert. Am Wiener Bürgertheater gastierte sie 1952 als Hanni in Frühlingsluft. Am Raimundtheater sang sie 1953 die Nelly in Der Obersteiger und in der Spielzeit 1953/54 die Franzi in Ein Walzertraum.
In den Jahren 1954/55 sang Fassler an der Wiener Staatsoper zahlreiche Soubrettenrollen. Sie war dort als Wally in Tausend und eine Nacht, Pepi Pleninger in Wiener Blut, Ciboletta in Eine Nacht in Venedig, Wanda in Polenblut, Juliette Vermont in Der Graf von Luxemburg und als Valencienne in Die lustige Witwe zu hören.
Ihre einzige Opernrolle war die Esmeralda in Die verkaufte Braut, die sie im Februar/März 1955 an der Wiener Staatsoper sang. Von 1955 bis 1976 war Fassler festes Ensemblemitglied der Wiener Volksoper; bis 1978 trat sie dort noch als Gast weiterhin auf.
Ende der 1940er Jahre wirkte Fassler auch in einigen Filmen mit, hauptsächlich in Filmkomödien und eher seichten musikalischen Lustspielen. 
Die Stimme Fasslers ist durch einige Tondokumente überliefert. In einem Querschnitt der Operette Wenn die kleinen Veilchen blühen ist sie, unter der musikalischen Leitung von Robert Stolz, in der Soubrettenrolle der Liesel neben Melitta Muszely und Ferry Gruber zu hören. Beim ORF entstand 1960 eine Gesamtaufnahme der Operette So macht man Karriere von Nico Dostal, in der sie die Partie der Michou übernahm. Außerdem sang sie die Rolle der Spelunken-Jenny in Ausschnitten aus Brecht/Weills Die Dreigroschenoper.
Fassler war mit dem Operettenbuffo, Komiker und Regisseur Otto Fassler (1904–1990) verheiratet. Ihr gemeinsamer Sohn war der Heldentenor Wolfgang Fassler (1944–1997), der bei einem Autounfall tödlich verunglückte.
Sie wurde im Urnenhain der Feuerhalle Simmering (5-10-654) in Wien beigesetzt.

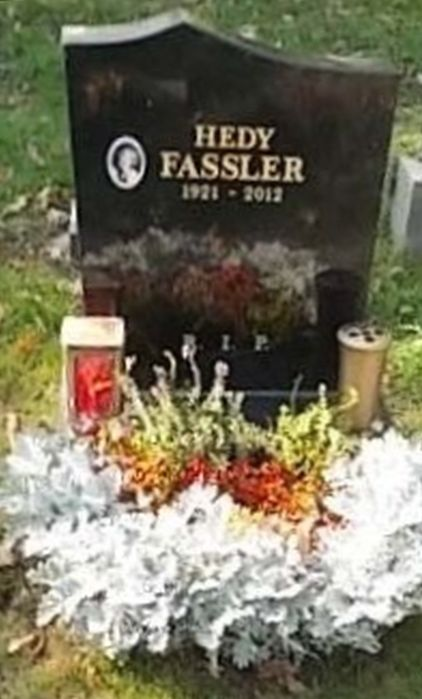
Grabstätte von Hedy Fassler

## Filmografie
- 1946: Praterbuben
- 1947: Die Welt dreht sich verkehrt
- 1947: Triumph der Liebe
- 1947: Das singende Haus
- 1948: Der Herr Kanzleirat
- 1951: Schwindel im Dreivierteltakt